# Larne (distrikt)
Larne var ett distrikt i grevskapet Antrim i Nordirland. Huvudort för distriktet var Larne. 
I samband med en distriktsreform i Nordirland 1 april 2015 slogs distrikten Ballymena, Carrickfergus och Larne samman till distriktet  Mid and East Antrim. 